# سون ان‌برئوخل
سون ان‌برئوخل (به هلندی: Son en Breugel) یک منطقهٔ مسکونی در هلند است که در برابانت شمالی واقع شده‌است. سون ان‌برئوخل ۱۶ متر بالاتر از سطح دریا واقع شده‌است.